# Papuaphiloscia parkeri
Papuaphiloscia parkeri är en kräftdjursart som beskrevs av Albert Vandel1973. Papuaphiloscia parkeri ingår i släktet Papuaphiloscia och familjen Philosciidae. Inga underarter finns listade i Catalogue of Life.